# Nicorps
Nicorps é uma comuna francesa na região administrativa da Normandia, no departamento Mancha. Estende-se por uma área de 5,67 km². Em 2010 a comuna tinha 413 habitantes (densidade: 72,8 hab./km²).